# Плаксины
Плаксины — дворянский род, потомство Трофима Лукьяновича Плаксина, войскового товарища (1782).
Определением Правительствующего Сената от 13 мая 1852 года утверждено постановление Черниговского дворянского депутатского собрания от 24 октября 1832 года о внесении во вторую часть дворянской родословной книги войскового товарища Стародубовского полка Трофима Плаксина, по праву, приобретённому им с производством на действительной службе в указанный чин в 1782 году. Определениями Правительствующего Сената от 12 октября 1854 года, 26 февраля 1857 года и 13 декабря 1867 года к роду Трофима Плаксина сопричислены: Семён Трофимович Плаксин, его сыновья Даниил Семёнович и Иван Семёнович и внуки Александр Данилович, Анна Даниловна, Прасковья Даниловна и Сергей Иванович.

## Описание герба
В чёрном щите накрест два серебряных копья остриями вверх, с наложенным на них золотым мечем острием вверх, сопровождаемые по бокам щита двумя золотыми шестиконечными звездами. Над мечом золотой полумесяц вниз.
Щит увенчан дворянским коронованным шлемом. Нашлемник: рука в золотых латах держит меч. Намет: чёрный с золотом. Герб Плаксина внесен в Часть 13 Общего гербовника дворянских родов Всероссийской империи, стр. 56.